# Disciotis maturescens
Disciotis maturescens är en svampart som beskrevs av Boud. 1891. Disciotis maturescens ingår i släktet Disciotis och familjen Morchellaceae.   Inga underarter finns listade i Catalogue of Life.